# Windkraftanlage Ammerfeld
| Windkraftanlage Ammerfeld | Windkraftanlage Ammerfeld               |
| ------------------------- | --------------------------------------- |
|                           |                                         |
| Anzahl:                   | 1                                       |
| Inbetriebnahme:           | Ende 2009                               |
| Hersteller:               | Enercon                                 |
| Modell:                   | Enercon E-82                            |
| Betreiber:                | Bavaria Windkraft GmbH (Herbert Kugler) |
| Leistung:                 | 2000 kW                                 |
| Drehzahl:                 | 5–11 min−1                              |
| Gesamthöhe:               | 179 m                                   |
| Nabenhöhe:                | 138 m                                   |
| Durchmesser:              | 82 m                                    |
| Gewicht Rotor:            | 50 t                                    |
| Anzahl Rotorblätter:      | 3                                       |
| Leistungsregelung:        | Rotorblattverstellung                   |
| Einspeisung:              | 4.000.000 kWh/Jahr                      |
| Kosten:                   | ca. 3 Mio. Euro                         |
| Besonderheiten:           | ehemals größte Windkraftanlage Bayerns  |

Koordinaten: 48° 47′ 27″ N, 10° 59′ 4″ O
Die Windkraftanlage Ammerfeld ist eine Windkraftanlage in der Nähe des Rennertshofener Ortsteils Ammerfeld. Sie war bei Inbetriebnahme die größte Windkraftanlage in Bayern.

## Lage
| \| Windkraftanlage Ammerfeld \|              |
| Lage der Windkraftanlage Ammerfeld in Bayern |
| Windkraftanlage Ammerfeld                    |

Die Anlage liegt auf den Rennertshofener Anhöhen zwischen Ammerfeld, Kienberg und Burgmannshofen (Gemeinde Marxheim, Landkreis Donau-Ries).

## Technische Einzelheiten
Das Fundament der Windkraftanlage Ammerfeld besteht aus 150 Betonsäulen, die jeweils zehn Meter lang sind und einen Durchmesser von 60 cm haben.
Die Windkraftanlage ist vom Typ Enercon E-82 und erbringt eine Nennleistung von 2 MW, die durchschnittliche Leistung beträgt ca. 450 kW. Sie hat eine Gesamthöhe von 179 m, wobei die Nabenhöhe 138 m beträgt. Der aus drei Rotorblättern bestehende Rotor mit einer Drehzahl von 5 bis 11 min−1 hat einen Durchmesser von 82 m und eine Masse von 50 t. Die Leistungsregelung wird mit einer Rotorblattverstellung realisiert.
Das auf ein Jahr bezogene Regelarbeitsvermögen beträgt ca. 4 GWh.

## Geschichte

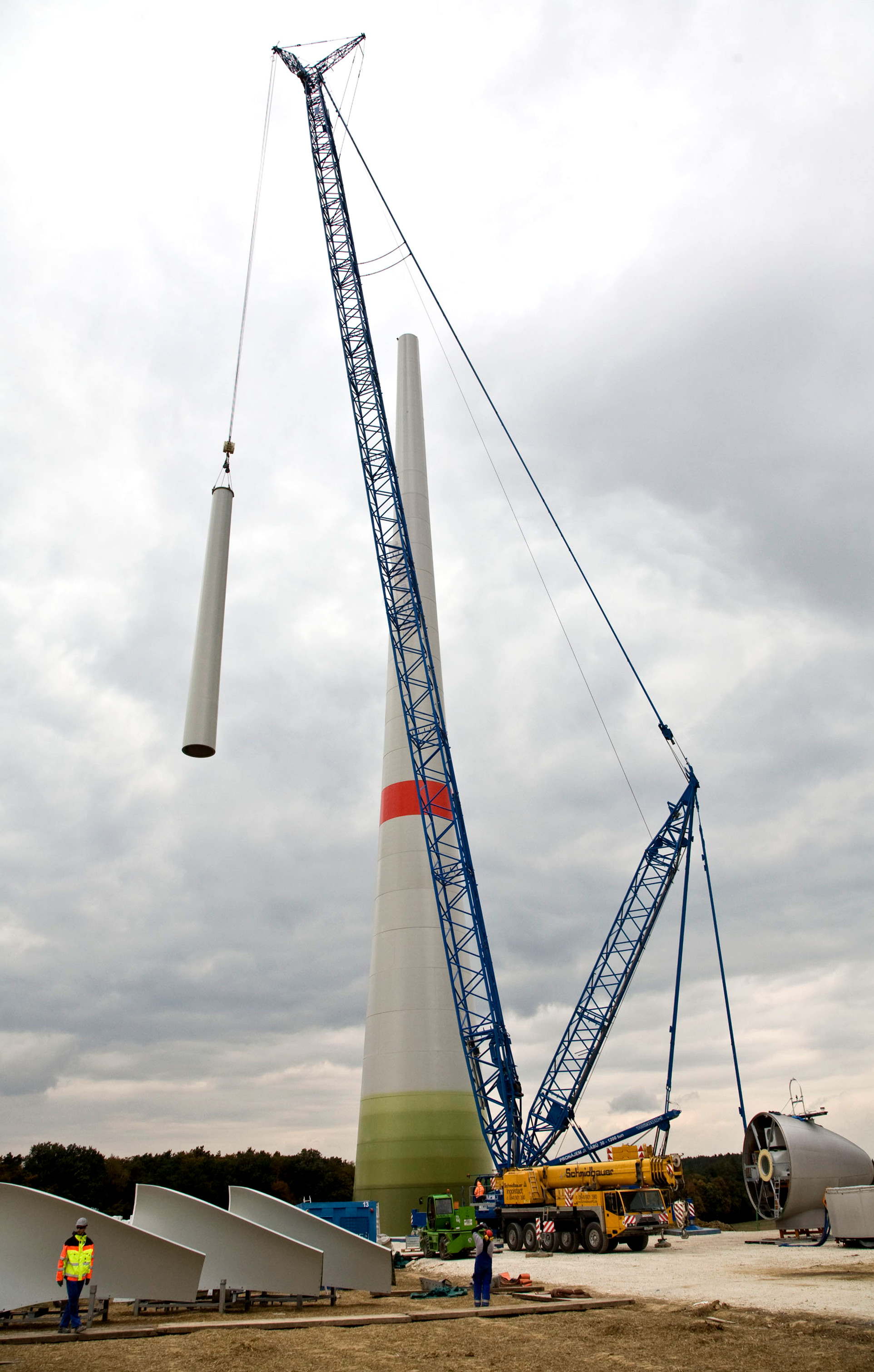
Aufbau der Anlage

Die von der Bavaria Windkraft GmbH betriebene Anlage wurde im Laufe des Jahres 2009 errichtet und Ende des Jahres in Betrieb genommen. Sie kostete ca. drei Mio. Euro.

## Kritik
Ein Ehepaar aus Burgmannshofen reichte 2008 Klage gegen das Windkraftwerk beim Verwaltungsgericht München ein. Am 20. Mai 2009 wurden zwei Klagen, die das Windkraftwerk betreffen, von der ersten Kammer des Verwaltungsgerichts München abgewiesen.
Ein Ehepaar aus Burgmannshofen hat sich Anfang 2009 schriftlich an den damaligen Ministerpräsidenten Horst Seehofer gewandt. Die Immissionen seien gesundheitsschädlich. Das Bayerische Umweltministerium kann dies nicht nachvollziehen, da die Lautstärke rund 40 dB beträgt. Erlaubt sind nachts 45 dB. Die Ergebnisse der Messungen eines unabhängigen Fachmannes waren unbrauchbar.
Das Oberlandesgericht München bestätigte 2012, dass das Windrad impulshaltige Geräusche erzeugt. Es forderte den Betreiber dazu auf, für eine Abstellung oder Reduzierung des hämmernden Geräusches zu sorgen.